# Erdbebendiplomatie
Der Ausdruck Erdbebendiplomatie bezeichnet die Möglichkeit, selbst bei tiefgreifenden Differenzen zwischen Staaten durch Hilfeleistung bei einer Naturkatastrophe eine Annäherung zu erreichen.
Beispiele für Erdbebendiplomatie sind die Hilfe Griechenlands nach den Erdbeben von Gölcük und İzmit in der Türkei im August 1999 und umgekehrt nach dem Erdbeben von Athen im September 1999. Ein weiteres Beispiel ist die Hilfe der USA nach dem verheerenden Erdbeben von Bam im Iran im Dezember 2003.

## Griechenland und die Türkei

### Erdbeben in der Türkei
Die griechisch-türkische Erdbebendiplomatie (griechisch διπλωματία των σεισμών diplomatia ton seismon; türkisch deprem diplomasisi) wurde nach den aufeinanderfolgenden Erdbeben in beiden Ländern im Sommer 1999 eingeleitet und führte zu einer Verbesserung der griechisch-türkischen Beziehungen. Zuvor waren die Beziehungen zwischen den beiden Ländern seit dem Pogrom von Istanbul generell unbeständig gewesen. Die so genannte Erdbebendiplomatie führte zu vielen Sympathiebekundungen und großzügiger Hilfe durch Griechen und Türken in beiden Fällen. Solche Handlungen wurden von oben gefördert und überraschten viele Ausländer. Sie bereiteten die Öffentlichkeit auf einen Durchbruch in den bilateralen Beziehungen vor, die durch jahrzehntelange gegenseitige Feindseligkeit belastet waren.
Durch das starke Erdbeben am 17. August 1999 war insbesondere die Industriestadt İzmit betroffen und forderte etwa 18.000 Menschenleben und ließ Dreihunderttausend Menschen obdachlos werden. Die finanziellen Kosten beliefen sich auf etwa 6,5 Milliarden US-Dollar geschätzt. Istanbul wurde ebenfalls in Mitleidenschaft gezogen. Der Bruch führte durch große Städte, die zu den am stärksten industrialisierten und urbanen Gebieten des Landes gehören, darunter Ölraffinerien, mehrere Autofirmen und das Hauptquartier und Arsenal der Marine in Gölcük.
Neben der Initiative der griechischen Regierung wurde vor allem von lokalen Behörden, Nichtregierungsorganisationen und Einzelpersonen Hilfe geleistet.
Griechenland war eines der ersten Länder, das der Türkei Hilfe und Unterstützung zusagte. Das griechische Außenministerium entsandte Löschflugzeuge, um bei der Löschung eines Raffineriebrands zu unterstützen. Ebenso wurden Tausende Zelte, Krankenwagen, Medikamente, Lebensmittel und Wasser sowie Kleidung und Decken gespendet. In den Krankenhäusern Griechenlands, darunter in Komotini und Xanthi, wurden Stationen für Blutspenden eingerichtet. Die Kirche von Griechenland initiierte ebenso Spendenaktionen. An den drei Annahmestellen in Athen, Thessaloniki und Komotini wurden Spenden entgegengenommen. Die Nationale und Kapodistrias-Universität Athen entsandte ebenfalls Hilfsgüter; eine Woche nach dem Erdbeben schickten die fünf größten griechischen Gemeinden einen gemeinsamen Hilfskonvoi los. Von mehreren Stellen wurden finanzielle Unterstützung angeboten, unter anderem vom Verband der lokalen Behörden von Attika, die eine Geldsumme von dreißig Millionen Drachmen aufbrachte.
Über die griechische Reaktion auf das Erdbeben wurde in der Türkei ausführlich berichtet, mit Zeitungsüberschriften wie „Zeit der Freundschaft“, „Freundliche Hände in schwarzen Tagen“, „Eine große Hilfsorganisation – Fünf griechische Gemeinden sagen, dass es bei der humanitären Hilfe weder eine Flagge noch eine Ideologie gibt“, „Hilfe kommt von den Nachbarn – Russland zuerst, Griechenland am meisten“.

### Erdbeben in Griechenland
Weniger als einen Monat nach der türkischen Katastrophe erschütterte am 7. September 1999 um 14:56 Uhr Ortszeit ein Erdbeben der Stärke 5,9 die Stadt Athen. Dies war die verheerendste und kostspieligste Naturkatastrophe seit zwanzig Jahren. Das Beben hatte ein sehr flaches Hypozentrum und ein Epizentrum in der Nähe der Athener Vorstädte Ano Liossia und Acharnes, knapp zwanzig Kilometer vom Stadtzentrum entfernt. Insgesamt kamen 143 Menschen bei der Katastrophe ums Leben, mehr als 12.000 wurden wegen Verletzungen behandelt. Obwohl die Zahl der Todesopfer relativ gering war, waren die Schäden an Gebäuden und der Infrastruktur in einigen der nördlichen und westlichen Vororte der Stadt schwerwiegend.
Diesmal erwiderte die türkische Seite die Hilfe: Es wurde eine spezielle Taskforce einberufen, die sich aus dem Unterstaatssekretariat des Ministerpräsidenten, den türkischen Streitkräften, dem Außen- und dem Innenministerium zusammensetzte, und der griechische Botschafter in Ankara wurde kontaktiert, um Hilfe zuzusagen. Die türkische Hilfe traf als erste ein, und ein 20-köpfiges Rettungsteam traf mit einem Militärflugzeug innerhalb von 13 Stunden nach dem Erdbeben am Ort des Geschehens ein. Weitere folgten innerhalb weniger Stunden. Die Telefonleitungen der griechischen Konsulate und der Botschaft in der Türkei waren belegt mit türkischen Anrufern, die erfahren wollten, ob sie Blut spenden könnten.